# Campeonato Pernambucano de Futebol de 2018 - Série A2
O Campeonato Pernambucano de Futebol - Série A2 de 2018, foi a 25ª edição da segunda divisão de futebol profissional entre clubes de futebol do estado de Pernambuco desde 1995. Apenas o campeão do torneio teve vaga garantida para o Campeonato Pernambucano de Futebol de 2019.
O campeão do torneio, foi o Petrolina conquistando o título de forma invicta, disputou a final contra o Centro Limoeirense no primeiro jogo um  empate em 1 a 1, no jogo decisivo a Fera Sertaneja conquistou o título e o acesso ao Campeonato Pernambucano de Futebol de 2019 após uma vitória por 3 a 0.

## Formato e Regulamento

### Formato
O campeonato começou no dia 25 de agosto e apenas o Campeão garante vaga para à Série A1 de 2019, as equipes de base do Náutico e Sport, irão disputar apenas a fase de grupos.
Também tinha sido acertado que este ano, a A2 iria rebaixar clubes para à Série A3 de 2019, que retornaria no próximo ano. Mas os clubes/associações acharam melhor por não realizar o campeonato.
O Campeonato foi disputado em quatro fases: na primeira fase os 15 clubes formarão quatro grupos de quatro clubes cada. Os times se enfrentam dentro do grupo em turno e returno. Os dois primeiros de cada grupo se classificam para as quartas-de-final e os dois últimos de cada grupo serão eliminados; na segunda fase (quartas-de-final) os clubes se enfrentam no sistema eliminatório (“mata-mata”) classificando-se o vencedor de cada grupo para a terceira fase (semifinal) os clubes se enfrentam no sistema eliminatório classificando-se o vencedor de cada grupo para a quarta fase (final), onde os dois clubes se enfrentam também no sistema eliminatório para definir o campeão.
- Primeira fase:(fase de grupos): 15[3][4] clubes distribuídos em quatro grupos de quatro clubes cada.
- Segunda Fase: (quartas-de-final): oito clubes distribuídos em quatro grupos de dois clubes cada.
- Terceira fase: (semifinal): quatro clubes distribuídos em dois grupos de dois clubes cada.
- Quarta fase: (final): em um grupo de dois clubes, de onde sairá o campeão.

### Regulamento
O Regulamento do Pernambucano Série A2 de 2018, foi disponibilizado no dia 7 de julho de 2018 no site oficial da FPF (Federação Pernambucana de Futebol). Visando se adequar à atual realidade do calendário nacional, cujo número de datas vem se reduzindo para a realização dos Campeonatos Estaduais, em 2017 e 2018, apenas a associação/clube Campeão do Pernambucano A2, estará classificado para o Pernambucano da Série A1 - 2019. Após o ano de 2019 as associações/clubes campeão e vice-campeão do pernambucano A2, estarão classificados para a série A1.
Em 2019, a Série A3 voltará a ser uma competição de acesso da FPF. Assim tanto o Pernambucano da Série A1, como o da Série A2, serão compostos cada por 10 (dez) associações/clubes sempre ascendendo os dois melhores classificados ao final de cada competição para a série superior e descendo para a série inferior os dois associações/clubes com menor critério técnico definido pelo REC. Terão prioridade para a composição da Série A2 - 2019, as associações/clubes que não permaneceram na Série A1 - 2017 e 2018 e os clubes com maior número de participação na série A2, tendo como parâmetro os últimos cinco anos anteriores a 2019 e consecutivos.

## Critérios de Desempate
Na 1ª Fase sempre que duas ou mais equipes estiverem em igualdade de pontos,  os critérios de desempates devem ser aplicados na seguinte ordem:
1. Número de vitórias
2. Saldo de gols
3. Gols marcados
4. Número de cartões vermelhos
5. Número de cartões amarelos
6. Sorteio público

Na 2ª, 3ª e 4ª fase, sempre que as duas equipe estiverem em igualdade do pontos aplica-se os seguintes critérios:
1. Saldo de gols;
2. Tiros de ponto penal, conforme as Regras do Jogo de Futebol.

## Equipes Participantes
A novidade da edição de 2018, são as categorias de base de Sport e Náutico. Apenas poderão jogar na fase de grupos, pois já existem equipes na série A1.
| Equipe                                     | Cidade                   | Em 2017   | Estádio (Mando) | Capacidade   | Títulos (Último) | Part. |
| ------------------------------------------ | ------------------------ | --------- | --- | ------------ | ---------------- | ----- |
| 1º de Maio Esporte Clube                   | Petrolina                | ND        | Paulo Coelho | 5.000        | 0 (não possui)   | 12    |
| Associação Desportiva Cabense              | Cabo de Santo Agostinho  | 3º        | Gileno de Carli | 2.000        | 0 (não possui)   | 14    |
| Centro Limoeirense de Futebol              | Limoeiro                 | 8º        | José Vareda | 3.500        | 0 (não possui)   | 19    |
| Sociedade Esportiva Decisão Futebol Clube  | Bonito                   | 2º        | Arthur Tavares | 4.000        | 0 (não possui)   | 12    |
| Ferroviário Esporte Clube do Cabo          | Cabo de Santo Agostinho  | 10º       | Gileno de Carli | 2.000        | 0 (não possui)   | 15    |
| Íbis Sport Club                            | Paulista                 | 5º        | Ademir Cunha | 12.000       | 0 (não possui)   | 22    |
| Clube Náutico Capibaribe B                 | Recife                   | Estreante | Aflitos | 18.000       | 0 (não possui)   | 1     |
| Petrolina Social Futebol Clube             | Petrolina                | ND        | Paulo Coelho | 5.000        | 2 (em 2010)      | 7     |
| Clube Atlético do Porto                    | Caruaru                  | 7º        | Antônio Inácio | 6.000        | 1 (em 2003)      | 3     |
| Serrano Futebol Clube                      | Serra Talhada            | ND        | Vianão | 1.735        | 0 (não possui)   | 7     |
| Sete de Setembro Esporte Clube             | Garanhuns                | 4º        | Estádio Marco Antônio Maciel                                                                                          | 6.356        | 1 (em 1995)      | 15    |
| Sport Club do Recife B                     | Recife                   | Estreante | Estádio Marco Antônio Maciel \|\| align="center" \|6.356 \|\| align="center" \| 0 (não possui)\|\| align="center" \|1 |              |                  |       |
| Timbaúba Futebol Clube                     | Timbaúba                 | ND        | Ferreira Lima | 3.750        | 0 (não possui)   | 7     |
| Vera Cruz Futebol Clube                    | Vitória de Santo Antão   | 6º        | Gonzagão | 2.500        | 3 (em 2014)      | 9     |
| Sociedade Esportiva Ypiranga Futebol Clube | Santa Cruz do Capibaribe | ND        | Estádio Luiz José de Lacerda Antônio Inácio                                                                           | 19.478 6.000 | 1 (em 2004)      | 7     |

## Primeira Fase
|  | Equipes classificadas para as Quartas de final |
|  | Equipes eliminadas na fase de grupos           |

### Grupo A
| Pos | Equipes          | Pts | J | V | E | D | GP | GC | SG |
| --- | ---------------- | --- | - | - | - | - | -- | -- | -- |
| 1   | Petrolina        | 16  | 6 | 5 | 1 | 0 | 8  | 2  | +6 |
| 2   | Serrano-PE       | 8   | 6 | 2 | 2 | 2 | 5  | 6  | –1 |
| 3   | 1º de Maio       | 7¹  | 6 | 3 | 1 | 2 | 4  | 3  | +1 |
| 4   | Sete de Setembro | 0²  | 6 | 0 | 0 | 6 | 0  | 6  | –6 |

|                  | MAI | PET | SFC | SDS |
| ---------------- | --- | --- | --- | --- |
| 1° de Maio       | —   | 0–1 | 1–1 | 1–0 |
| Petrolina        | 1–0 | —   | 2–0 | 1–0 |
| Serrano-PE       | 0–1 | 2–2 | —   | 1–0 |
| Sete de Setembro | 0–1 | 0–1 | 0–1 | —   |

| Vitória do mandante | Vitória do visitante | Empate |

¹O 1° de Maio foi punido pelo TJD-PE com a perda de três pontos por escalação irregular de jogador.
²Inicialmente a competição teria 15 times. Contudo a Federação Pernambucana de Futebol decidiu excluir o Sete de Setembro e todos os adversários do clube na primeira fase ganharão por W.O.

### Grupo B
| Pos | Equipes          | Pts | J | V | E | D | GP | GC | SG |
| --- | ---------------- | --- | - | - | - | - | -- | -- | -- |
| 1   | Porto-PE         | 8   | 4 | 2 | 2 | 0 | 5  | 2  | +3 |
| 2   | Decisão Sertânia | 7   | 4 | 2 | 1 | 1 | 7  | 6  | +1 |
| 3   | Ypiranga-PE      | 1   | 4 | 0 | 1 | 3 | 2  | 6  | –4 |

|                  | DFC | POR | YPI |
| ---------------- | --- | --- | --- |
| Decisão Sertânia | –   | 1–1 | 2–1 |
| Porto-PE         | 3–1 | –   | 1–0 |
| Ypiranga-PE      | 1–3 | 0–0 | –   |

| Vitória do mandante | Vitória do visitante | Empate |

### Grupo C
| Pos | Equipes            | Pts | J | V | E | D | GP | GC | SG |
| --- | ------------------ | --- | - | - | - | - | -- | -- | -- |
| 1   | Vera Cruz          | 11  | 6 | 3 | 2 | 1 | 7  | 4  | +3 |
| 2   | Centro Limoeirense | 8   | 6 | 2 | 2 | 2 | 8  | 7  | +1 |
| 3   | Náutico B          | 8   | 6 | 2 | 2 | 2 | 5  | 6  | –1 |
| 4   | Timbaúba           | 6   | 6 | 2 | 0 | 4 | 4  | 7  | –3 |

|                    | CLF | NAU | TIM | VER |
| ------------------ | --- | --- | --- | --- |
| Centro Limoeirense | –   | 2–0 | 1–2 | 1–1 |
| Náutico B          | 2–2 | –   | 2–0 | 0–2 |
| Timbaúba           | 0–1 | 0–1 | –   | 0–1 |
| Vera Cruz          | 2–1 | 0–0 | 1–2 | –   |

| Vitória do mandante | Vitória do visitante | Empate |

### Grupo D
| Pos | Equipes             | Pts | J | V | E | D | GP | GC | SG |
| --- | ------------------- | --- | - | - | - | - | -- | -- | -- |
| 1   | Íbis                | 11  | 6 | 3 | 2 | 1 | 9  | 6  | +3 |
| 2   | Cabense             | 8   | 6 | 2 | 2 | 2 | 10 | 13 | –3 |
| 3   | Sport B             | 5³  | 6 | 3 | 2 | 1 | 15 | 6  | +9 |
| 4   | Ferroviário do Cabo | 3   | 6 | 1 | 0 | 5 | 2  | 11 | –9 |

|                     | CAB | FCA | IBI | SPO |
| ------------------- | --- | --- | --- | --- |
| Cabense             | –   | 3–1 | 1–1 | 1–1 |
| Ferroviário do Cabo | 1–0 | –   | 0–2 | 0–4 |
| Íbis                | 2–3 | 1–0 | –   | 1–0 |
| Sport B             | 7–2 | 1–0 | 2–2 | –   |

| Vitória do mandante | Vitória do visitante | Empate |

³O Sport B foi punido no TJD-PE.

## Desempenho por Rodada
|         | 1   | 2   | 3   | 4   | 5   | 6   |
| Grupo A | SFC | PET | PET | PET | PET | PET |
| Grupo B | POR | DFC | POR | POR | DFC | POR |
| Grupo C | CLF | NAU | NAU | CLF | CLF | VCR |
| Grupo D | FCA | IBI | IBI | SPO | SPO | IBI |

|         | 1   | 2   | 3   | 4   | 5   | 6   |
| Grupo A | SDS | SDS | SDS | SDS | SDS | SDS |
| Grupo B | DFC | YPI | YPI | YPI | YPI | YPI |
| Grupo C | TIM | TIM | TIM | TIM | TIM | TIM |
| Grupo D | CAB | CAB | CAB | FCA | FCA | FCA |

## Segunda Fase
Em itálico, os times que possuem o mando de campo no primeiro jogo do confronto e em negrito os times classificados.
|  | Quartas de final         | Quartas de final   | Quartas de final  | Quartas de final  |   |            | Semifinais         | Semifinais         | Semifinais         | Semifinais         |  |                    | Final                         | Final                         | Final                         | Final                         |  |  |
|  | 4 a 20 de outubro        | 4 a 20 de outubro  | 4 a 20 de outubro | 4 a 20 de outubro |   |            | 14 a 26 de outubro | 14 a 26 de outubro | 14 a 26 de outubro | 14 a 26 de outubro |  |                    | 31 de outubro e 4 de novembro | 31 de outubro e 4 de novembro | 31 de outubro e 4 de novembro | 31 de outubro e 4 de novembro |  |  |
|  |                          |                    |                   |                   |   |            |                    |                    |                    |                    |  |                    |                               |                               |                               |                               |  |  |
|  | Serrano-PE (pen)         | 1                  | 0                 | 1 (5)             |   |            |                    |                    |                    |                    |  |                    |                               |                               |                               |                               |  |  |
|  | Íbis                     | 1                  | 0                 | 1 (4)             |   |            |                    |                    |                    |                    |  |                    |                               |                               |                               |                               |  |  |
|  | Íbis                     | 1                  | 0                 | 1 (4)             |   | Serrano-PE | 1                  | 2                  | 3                  |                    |  |                    |                               |                               |                               |                               |  |  |
|  |                          |                    |                   |                   |   | Serrano-PE | 1                  | 2                  | 3                  |                    |  |                    |                               |                               |                               |                               |  |  |
|  |                          | Centro Limoeirense | 1                 | 3                 | 4 |            |                    |                    |                    |                    |  |                    |                               |                               |                               |                               |  |  |
|  | Centro Limoeirense (pen) | Centro Limoeirense | 1                 | 3                 | 4 | 0          | 1                  | 1 (3)              |                    |                    |  |                    |                               |                               |                               |                               |  |  |
|  | Centro Limoeirense (pen) |                    |                   |                   |   | 0          | 1                  | 1 (3)              |                    |                    |  |                    |                               |                               |                               |                               |  |  |
|  | Porto-PE                 | 0                  | 1                 | 1 (1)             |   |            |                    |                    |                    |                    |  |                    |                               |                               |                               |                               |  |  |
|  | Porto-PE                 | 0                  | 1                 | 1 (1)             |   |            |                    |                    |                    |                    |  | Centro Limoeirense | 1                             | 0                             | 1                             |                               |  |  |
|  |                          |                    |                   |                   |   |            |                    |                    |                    |                    |  | Centro Limoeirense | 1                             | 0                             | 1                             |                               |  |  |
|  |                          | Petrolina          | 1                 | 3                 | 4 |            |                    |                    |                    |                    |  |                    |                               |                               |                               |                               |  |  |
|  | Cabense                  | Petrolina          | 1                 | 3                 | 4 | 0          | 0                  | 0                  |                    |                    |  |                    |                               |                               |                               |                               |  |  |
|  | Cabense                  |                    |                   |                   |   | 0          | 0                  | 0                  |                    |                    |  |                    |                               |                               |                               |                               |  |  |
|  | Petrolina                | 1                  | 0                 | 1                 |   |            |                    |                    |                    |                    |  |                    |                               |                               |                               |                               |  |  |
|  | Petrolina                | 1                  | 0                 | 1                 |   | Petrolina  | 4                  | 1                  | 5                  |                    |  |                    |                               |                               |                               |                               |  |  |
|  |                          |                    |                   |                   |   | Petrolina  | 4                  | 1                  | 5                  |                    |  |                    |                               |                               |                               |                               |  |  |
|  |                          | Decisão Sertânia   | 2                 | 1                 | 3 |            |                    |                    |                    |                    |  |                    |                               |                               |                               |                               |  |  |
|  | Decisão Sertânia         | Decisão Sertânia   | 2                 | 1                 | 3 | 0          | 1                  | 1                  |                    |                    |  |                    |                               |                               |                               |                               |  |  |
|  | Decisão Sertânia         |                    |                   |                   |   | 0          | 1                  | 1                  |                    |                    |  |                    |                               |                               |                               |                               |  |  |
|  | Vera Cruz                | 0                  | 0                 | 0                 |   |            |                    |                    |                    |                    |  |                    |                               |                               |                               |                               |  |  |

## Premiação
| Campeonato Pernambucano de Futebol de 2018 - Série A2 |
| Petrolina                                             |
| ----------------------------------------------------- |
| Petrolina Social Futebol Clube Campeão (3º título)    |

| Vice Campeão:      | Terceiro Colocado: | Quarto Colocado: | Artilheiro:                                  |
| ------------------ | ------------------ | ---------------- | -------------------------------------------- |
| Centro Limoeirense | Decisão Sertânia   | Serrano-PE       | Daniel Passira (Centro Limoeirense) – 7 gols |

## Artilharia
Atualizado em 04 de Novembro de 2018
| Pos. | Jogador        | Equipe             | Gols |
| ---- | -------------- | ------------------ | ---- |
| 1º   | Daniel Passira | Centro Limoeirense | 7    |
| 2º   | Marlon         | Sport B            | 5    |
| 2º   | Douglas Souza  | Petrolina          | 5    |
| 2º   | Eduardo Eré    | Decisão Sertânia   | 5    |
| 3º   | Sabino         | Íbis               | 4    |

### Hat-tricks
| Jogador  | Clube   | Adversário | Placar | Data           | Ref.   |
| -------- | ------- | ---------- | ------ | -------------- | ------ |
| Dentinho | Sport B | Cabense    | 7–2    | 24 de Setembro | [ 10 ] |

## Ver Também
- Campeonato Pernambucano - Série A1 de 2018